# 大果米努草
大果米努草（学名：Minuartia macrocarpa）为石竹科米努草属下的一个种。

## 扩展阅读
- 維基物種上的相關：大果米努草